# 泰美斯 (衛星)
泰美斯（Themis）是美國天文學家威廉·亨利·皮克林於1905年4月28日宣布發現的第十顆土星衛星 ，他立即將其命名為“泰美斯”（Themis） ，以希臘神話中掌管法律與秩序的女神命名。

## 歷史
威廉·亨利·皮克林於七年前發現了土星衛星土衛九（Phoebe）。十三張據稱顯示泰美斯這顆衛星的底片拍攝時間跨度為1904年4月17日至7月8日。此後，沒有其他天文學家證實皮克林「發現」的這顆衛星。
皮克林計算軌道顯示泰美斯軌道傾角大（39.1° ），偏心率大（0.23），半長軸1,457,000公里（905,000英里）略小於土衛七。軌道周期推測為20.85天，呈順行運動。

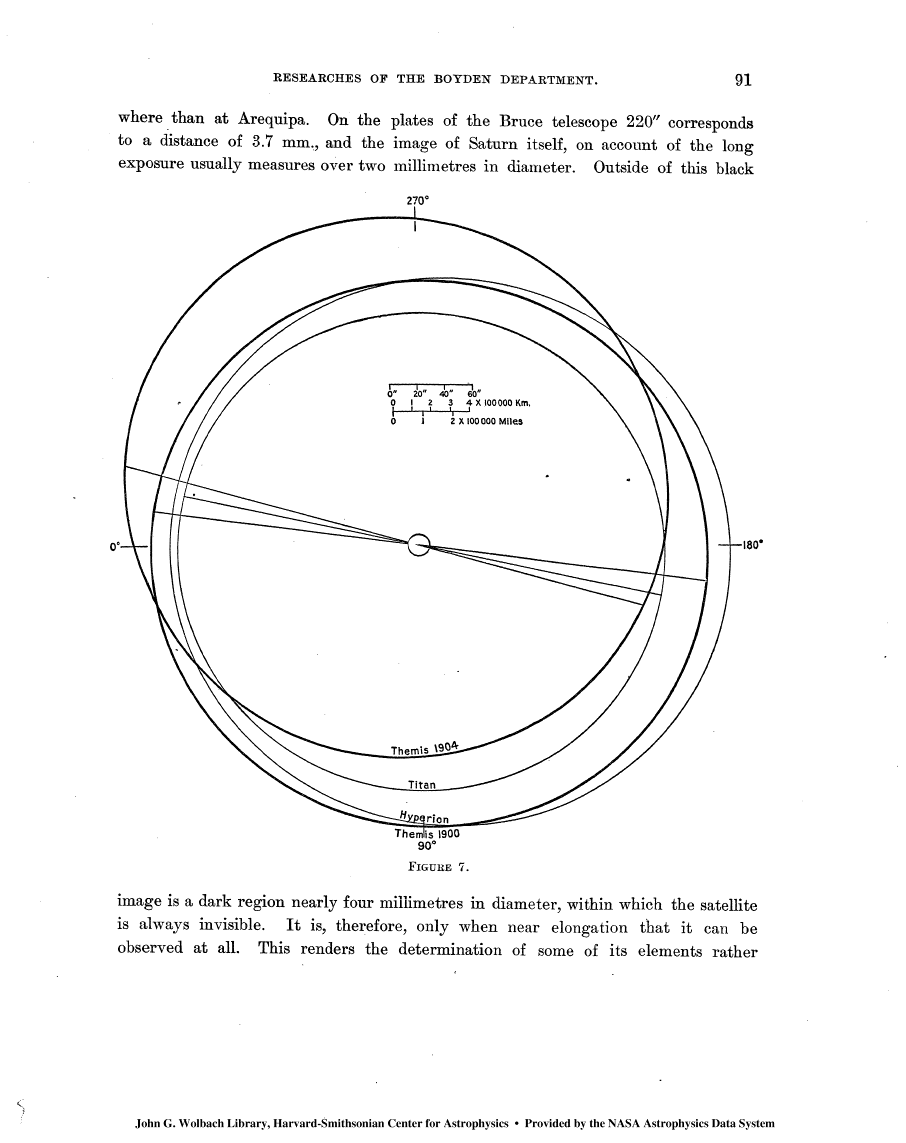
威廉·亨利·皮克林計算泰美斯的兩個可能公轉軌道

皮克林估計泰美斯的直徑為38英里（61公里）:176，因為他假設泰美斯的反照率與土衛六相同，土衛六直徑約為2,300英里。如今，已知土衛六的直徑接近3,200英里。同樣的假設使他估算出土衛九的直徑為42英里 （68公里），遠小於土衛九的真實直徑約132英里（213 公里）。
1861年4月，赫爾曼·戈爾德施密特也曾認為在土衛六和土衛七之間發現了一顆新的土星衛星，並稱之為“凱龍星”（Chiron）。然而，這顆衛星並不存在。後來大型半人馬小行星「凱龍星」（Chiron）便沿用了這個名稱。
威廉·亨利·皮克林因「發現土星第九和第十顆衛星」於1906年榮獲法國科學院拉朗德獎。
土星實際的第十顆衛星（土衛十）於1966年被發現，並於1980年確認。

## 小說
羅伯特·安東·威爾遜（Robert Anton Wilson）於1979年至1981年創作的《薛丁格的貓三部曲》小說中多次提到皮克林的衛星是一顆以「錯誤方向」（即逆行）繞主星旋轉的衛星。同樣，小說《不和諧的原理》（Principia Discordia）也提出了這樣的問題：“為什麼皮克林的衛星會逆行？”